# Troy McIntosh
Troy McIntosh (* 29. März 1973) ist ein Leichtathlet der Bahamas, dessen Spezialdisziplin der 400-Meter-Lauf ist.

## Sportliche Erfolge
McIntosh nahm 1996 und 2000 an den Olympischen Spielen teil.
Seinen größten Erfolg feierte er mit der 4-mal-400-Meter-Staffel der Bahamas bei den Weltmeisterschaften 2001 in Edmonton: Gemeinsam mit Avard Moncur, Chris Brown und Timothy Munnings gewann er in nationaler Rekordzeit von 2:58,19 min die Silbermedaille hinter dem Team der USA.
Außerdem war er Mitglied der 4-mal-400-Meter-Staffel der Bahamas bei den Olympischen Spielen 2000 in Sydney, dies gemeinsam mit Avard Moncur, Chris Brown und Carl Oliver. Die Staffel erreichte ebenfalls das Finale und belegte im Rennen zunächst Platz 4. Aufgrund des Dopinggeständnisses von Antonio Pettigrew wurde die Siegerstaffel der USA acht Jahre später disqualifiziert. Die nachfolgenden Teams rückten auf, so dass der Staffel der Bahamas letztlich die Bronzemedaille zuerkannt wurde.
Bei den Hallenweltmeisterschaften 1999 im japanischen Maebashi belegte er im Finale über 400 Meter mit 46,05 s Rang vier, während er im Jahr zuvor bei den Zentralamerikanischen und Karibischen Spielen in Maracaibo auf dieser Strecke siegreich war.

## Bestleistungen
- 200-Meter-Lauf: 20,62 s (1999)
- 400-Meter-Lauf: 44,73 s (1996)

## Sonstiges
Bei einer Körpergröße von 1,78 m beträgt sein Wettkampfgewicht 75 kg.